# Campeonato Asiático de Taekwondo de 1992
El X Campeonato Asiático de Taekwondo se celebró en Kuala Lumpur (Malasia) en 1992 bajo la organización de la Unión Asiática de Taekwondo.
En total se disputaron en este deporte dieciséis pruebas diferentes, ocho masculinas y ocho femeninas.

## Resultados

### Masculino
| Evento | Oro                           | Plata                           | Bronce                                                       |
| ------ | ----------------------------- | ------------------------------- | ------------------------------------------------------------ |
| –50 kg | Chang Jung-San China Taipéi   | Chin Seung-Tae Corea del Sur    | John Suhartono Indonesia Kumar Sandragasam Malasia           |
| –54 kg | Seo Sung-Kyo Corea del Sur    | Dirc Richard Talumewo Indonesia | Jalid Al-Hubaida Kuwait Lin Yeong-Cheng China Taipéi         |
| –58 kg | Kwon Tae-Ho Corea del Sur     | Husein Ali Maki Jordania        | Asgar Tahmasebi Irán Kwan Yeung Wai Hong Kong                |
| –64 kg | Kang Chang-Mo Corea del Sur   | Chou Kuei-Ming China Taipéi     | Biyan Moghanloo Irán Jalid Al-Shamrani Arabia Saudita        |
| –70 kg | Fariborz Asjari Irán          | Bandar Al-Gamaz Arabia Saudita  | Dasanto Prihadi Indonesia Victor Manuel Veneracion Filipinas |
| –76 kg | Lim Young-Ho Corea del Sur    | Liu Tsu-Len China Taipéi        | Ali Mohamed Bushag Irán Nigel Anderson Australia             |
| –83 kg | Yoon Soon-Cheul Corea del Sur | Ho Ming-Hsiung China Taipéi     | Jaled Al-Harzi Arabia Saudita Seyed Hosein Abasi Irán        |
| +83 kg | Kim Je-Kyoung Corea del Sur   | Hasan Aslani Irán               | Wu Pao-Yi China Taipéi Apolonio Centron Filipinas            |

### Femenino
| Evento | Oro                          | Plata                          | Bronce                                                      |
| ------ | ---------------------------- | ------------------------------ | ----------------------------------------------------------- |
| –43 kg | Lee Soon-Young Corea del Sur | Lo Yueh-Ying China Taipéi      | Sita Kumari Rai Nepal Vasugi Maruthamuthu Malasia           |
| –47 kg | Mo Sun-Young Corea del Sur   | Tang Hui-Wen China Taipéi      | Anita Falieros Australia Liang Ming Wong Singapur           |
| –51 kg | Won Sun-Jin Corea del Sur    | Chen Mei-Hua China Taipéi      | Maria Nelia Sy Filipinas Vicki Cenere Australia             |
| –55 kg | Liu Chao-Ching China Taipéi  | Kim Sung-Sook Corea del Sur    | Hlaing Su Su Malasia Beatriz Lucero Filipinas               |
| –60 kg | Jeong Eun-Ok Corea del Sur   | Hsien Feng-Lien China Taipéi   | Maria Lourdes Go Filipinas Danna Scherp Australia           |
| –65 kg | Ko Jae-Kyung Corea del Sur   | Susilawati Indonesia           | Catherine Ditan Filipinas Foo Yong Lai Singapur             |
| –70 kg | Lee Sun-Hee Corea del Sur    | Boon Lau Choo Malasia          | Anis Dewi Indonesia Julie Phillips Australia                |
| +70 kg | Chung Pit Jin Sarah Malasia  | Jung Myoung-Sook Corea del Sur | Beatriz Daphne Tioseco Filipinas Susan Graham Nueva Zelanda |

## Medallero
| Núm. | País           | Oro | Plata | Bronce | Total |
| ---- | -------------- | --- | ----- | ------ | ----- |
| 1    | Corea del Sur  | 12  | 3     | 0      | 15    |
| 2    | China Taipéi   | 2   | 7     | 2      | 11    |
| 3    | Irán           | 1   | 1     | 4      | 6     |
| 4    | Malasia        | 1   | 1     | 3      | 5     |
| 5    | Indonesia      | 0   | 2     | 3      | 5     |
| 6    | Arabia Saudita | 0   | 1     | 2      | 3     |
| 7    | Jordania       | 0   | 1     | 0      | 1     |
| 8    | Filipinas      | 0   | 0     | 7      | 7     |
| 9    | Australia      | 0   | 0     | 5      | 5     |
| 10   | Singapur       | 0   | 0     | 2      | 2     |
| 11   | Hong Kong      | 0   | 0     | 1      | 1     |
| 11   | Kuwait         | 0   | 0     | 1      | 1     |
| 11   | Nepal          | 0   | 0     | 1      | 1     |
| 11   | Nueva Zelanda  | 0   | 0     | 1      | 1     |
|      | TOTAL          | 16  | 16    | 32     | 64    |